# Kissyfur
Kissyfur foi um desenho animado da década de 1980. 
Criado por Phil Mendez o programa foi produzido por Jean Chalopin & Andy Heyward originalmente para exibição na rede de televisão norte-americana NBC em conjunto com a Dic Entertainment e estreou em 1986. A série foi cancelada em 1987, voltou a ser produzida em 1988 e foi encerrada definitivamente em 1990. 
No Brasil, a série animada foi exibida pelo SBT, no programa Show Maravilha entre 1987 e 1994. 
Em Portugal, a série animada foi exibida pela RTP Canal 1, no programa Brinca Brincando no início dos anos 90.

## Sinopse
Kissyfur e seus pais faziam shows no circo. Em uma das apresentações a mãe de kissyfur morre, o que deixa ele e seu pai muito tristes (isto acontece no primeiro episódio) eles são maltratados pelo dono do circo que os obrigam a se apresentarem mesmo com a morte da mãe. Kissyfur ainda abalado não consegue se concentrar e quase perde a vida em uma apresentação sendo salvo a tempo pelo pai. Em uma viagem, o vagão do trem que os levava para uma cidade onde aconteceriam novas apresentações descarrilou, a jaula em que Kissyfur e seu pai Gus estavam se despedaçou e eles encontraram a liberdade. 
Livres do circo, pai e filho fixam residência no vilarejo Paddlecab e acabam conhecendo outros animais. Gus vira taxista, e entre uma corrida e outra, sempre arranja um tempo para paquerar a senhorita Emmy Lou, professora dos filhotes da região. Ela é a musa do pântano que serve de cenário para o desenho animado. Seu nome verdadeiro é Christopher, mas como não conseguiam pronunciar, Kissyfur passou a ser seu apelido. Ele era um ursinho de 8 anos, que passa boa parte do tempo arranjando encrenca com seus amigos, o castor Totti, a coelha Behonnie, o porco Duane, o porco-espinho Stucky, o lagarto Flip e o javali Lenny.
Os antagonistas da série são os jacarés (com sotaque caipira) Jolene e Floyd, que sempre tentam lanchar o pequeno urso e seus companheiros. Mas como o bem sempre vence o mal, a dupla nunca escapa de uma surra no final dos episódios.

## Curiosidade
- As músicas do desenho levam as assinaturas de Haim Saban e Shuki Levy, que nos anos 90 trabalharam em Power Rangers.

## Dubladores
As dublagens do desenho eram feitas originalmente no Estúdio BKS. No Brasil os personagens foram dublados pelas seguintes vozes:
- Nelson Machado .... Kissyfur
- Mário Jorge Montini .... Gus
- Márcia Gomes.... Emmy Lou
- Mário Vilela .... Lenny
- Flávio Dias .... pai de Lenny
- Carlos Seidl .... Duane
- Deise Celeste.... Beehonnie
- Potiguara Lopes.... Floyd